# Andrij Anatolijovics Ruszol
Andrij Anatolijovics Ruszol (ukránul: Андрій Анатолійович Русол; Kirovohrad, 1983. január 16. –) ukrán labdarúgó, a Dnyipro középhátvédje.
Ruszol a Zirka Kirovohradban kezdte profi karrierjét 1998-ban. 1999 nyarán igazolt át a Krivbasz Krivij Rihbe, amellyel az évben május 22-én lépett pályára. 2003-ban megvásárolta a Dnyipro, ahol már 94 élvonalbeli meccsen szerepelt, és az UEFA-kupában is pályára lépett.
2004. március 31-én mutatkozott be a válogatottban, azóta 26 meccsen játszott és 2 gólt is lőtt. A 2006-os labdarúgó-világbajnokság selejtezőin szinte mindig játszott, s a vb-keretbe is bekerült. Itt már a spanyolok ellen kezdő volt, a 2. gól előtt David Villa lövése rajta pattant meg védhetetlenül. Szaúd-Arábia ellen, a 4. percben megszerezte Ukrajna első vb-gólját.
A világbajnokságon nyújtott teljesítménye: 315 perc négy meccsen, 1 gól (1 lövésből), 127 passz, 2 sárga, 11 labdaszerzés, 2 elkövetett, 1 elszenvedett szabálytalanság.